# Tsachoer (dorp)
Tsachoer (Russisch: Цахур) is een dorp (selo) in het district Roetoelski van de Russische autonome deelrepubliek Dagestan. Het is de hoofdplaats van het gelijknamige volk de Tsachoeriërs en ligt zo'n tien kilometer van de Azerbeidzjaanse grens.

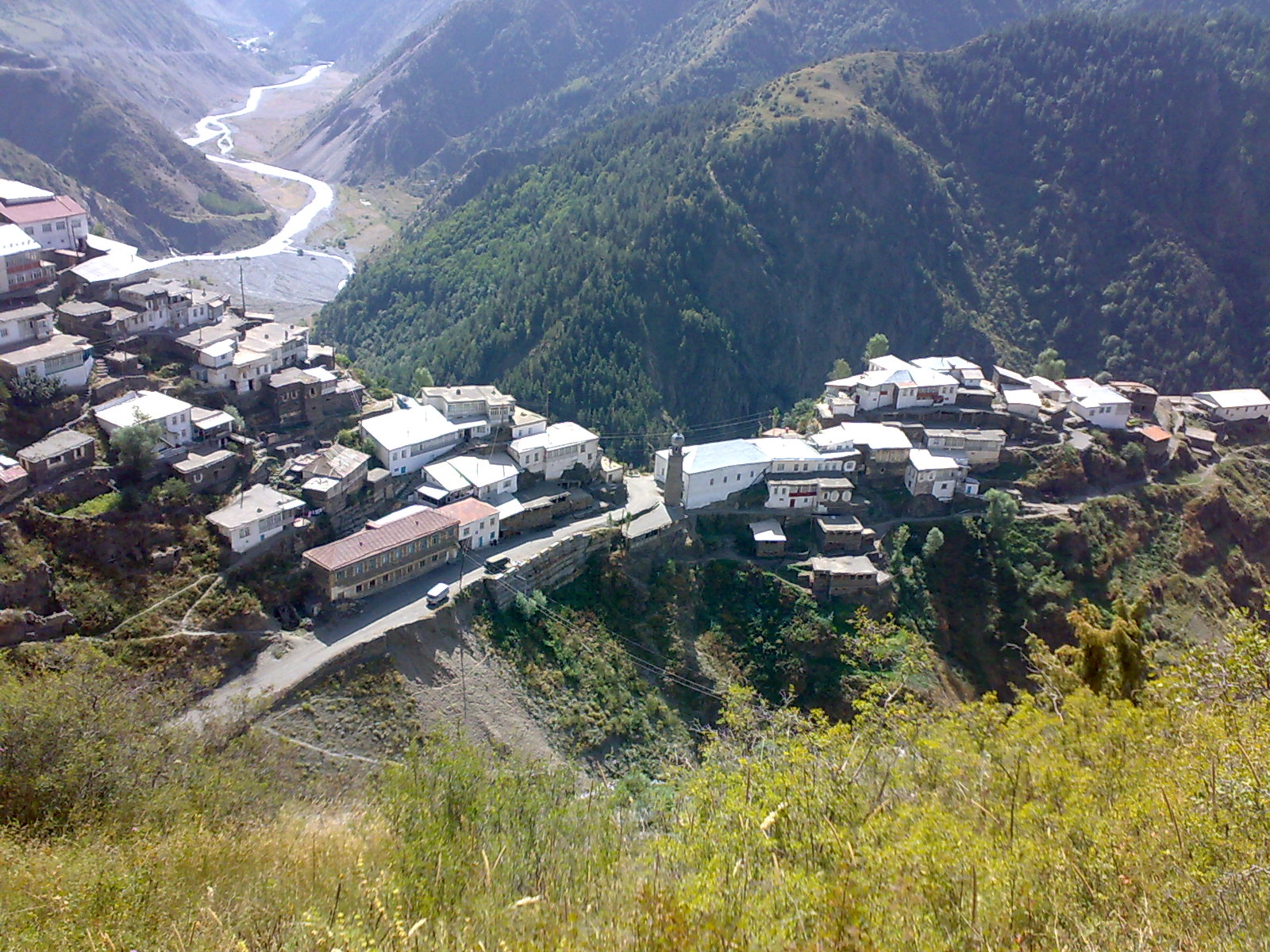
Bovenste deel van het dorp

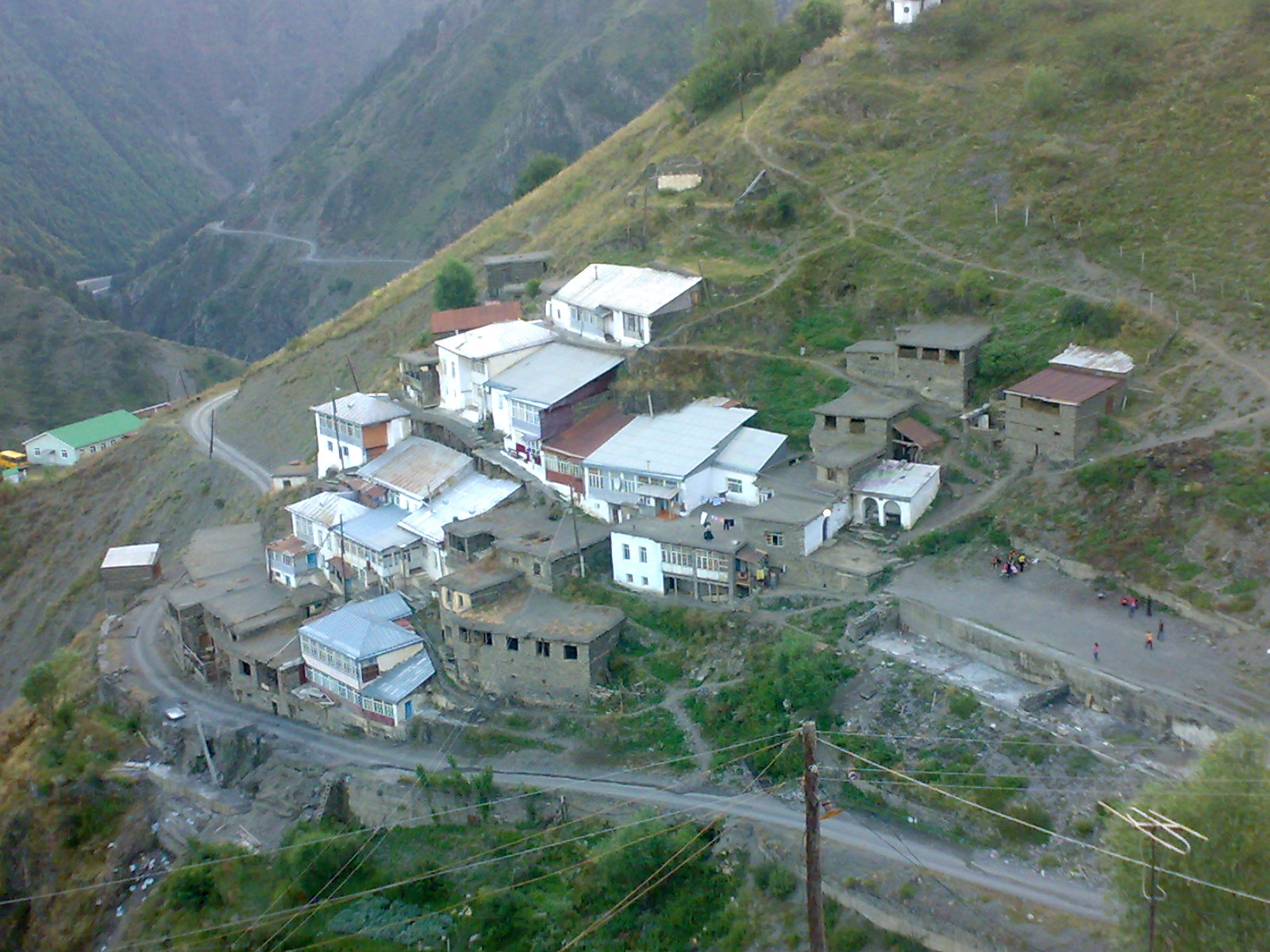
Onderste deel

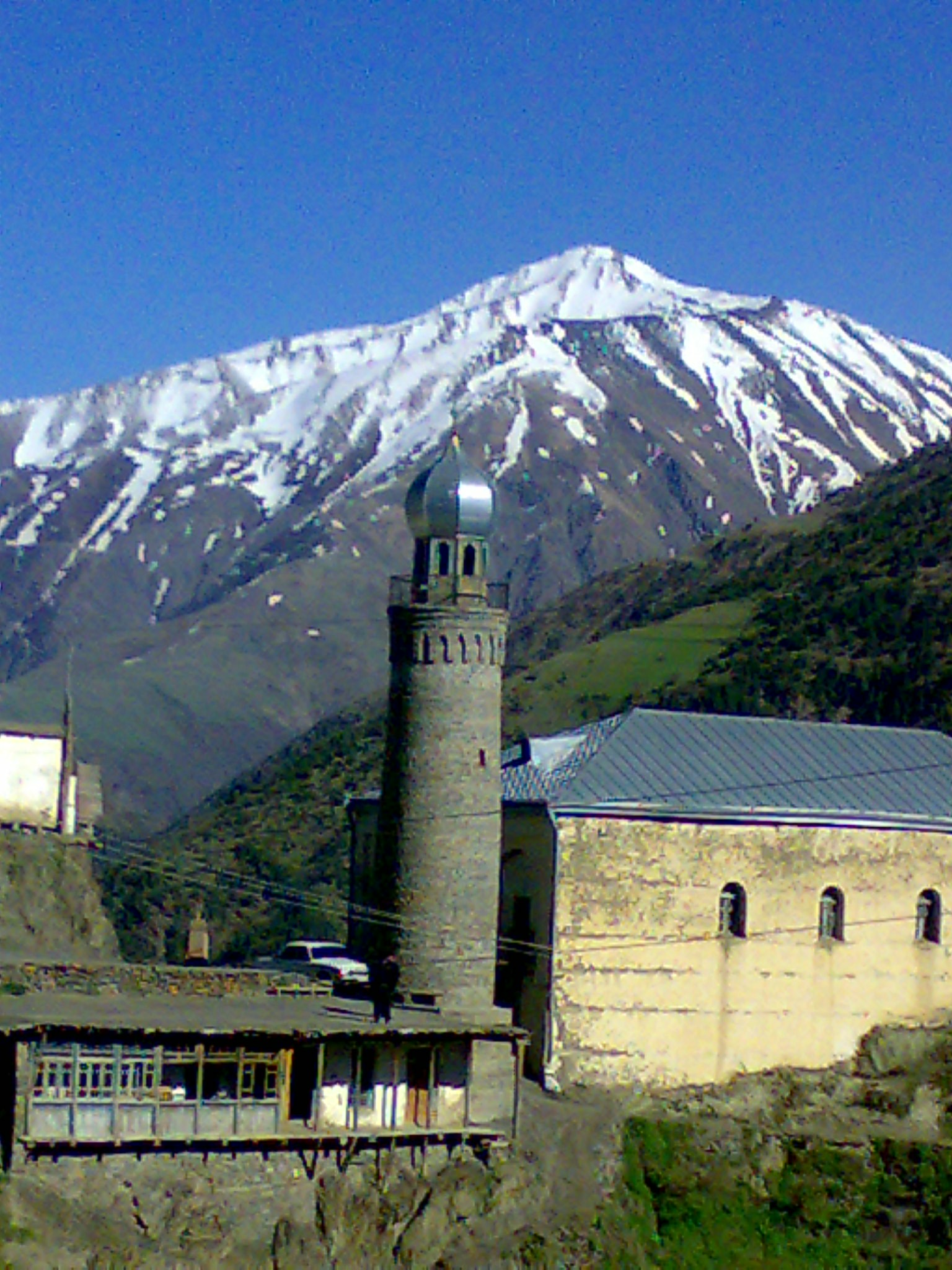
Madrassa, voormalige islamschool

Het ligt op een hoogte van 2170 meter in de vallei van de bergrivier Samoer. Volgens een Arabische publicatie uit 1914 zou de plek al bewoond zijn vanaf omstreeks 960 v.Chr.
De Russische volkstelling van 2010 registreerde 476 bewoners.